# 63. attackflygdivisionen
63. attackflygdivisionen även känd som Filip Gul var en attackflygdivision inom svenska flygvapnet som verkade i olika former åren 1941–1967. Divisionen var baserad på Karlsborgs flygplats i södra Karlsborg.

## Historik
Filip Gul var 3. divisionen vid Västgöta flygflottilj (F 6), eller 63. attackflygdivisionen inom Flygvapnet, och bildades våren 1941 som en lätt bombflygdivision. Filip Gul var den första division vid flottiljen som började sommaren 1942 beväpnas med det svensk tillverkade bombflygplanet B 17. Ombeväpningen av divisionen tog ett år att genomföra. Filip Gul blev även först med att beväpnas med A 21-A3, då man mottog de två första individerna den 27 november 1947, och påbörjade omorganisering till en attackflygdivision, Under 1957 påbörjade divisionen omskolning till Lansen-systemet. I februari 1958 är divisionen precis som sina systerdivisioner helt omskolade till Lansen.
Från slutet av 1960-talet präglades Flygvapnet, med bakgrund av Viggen-projektet, av ekonomiska besparingar. Något som fick CFV Lage Thunberg att 1967 vakantsätta åtta flygdivisioner inom Flygvapnet, något som bland annat drabbade Filip Gul. Divisionen vakanssattes den 1 maj 1967, vilket dock i praktiken betydde att den upplöstes.

## Materiel vid förbandet
| Bombflygplan - 1941–1944: B 5B/C - 1944–1948: B 17A/B/C | Attackflygplan - 1947–1954: A 21A-3 - 1953–1957: J 29B Tunnan - 1957–1967: A 32A Lansen |

## Förbandschefer
Divisionschefer vid 63. attackflygdivisionen (Filip Gul) åren 1941–1967.

- 1941–1967: ???

## Anropssignal, beteckning och förläggningsort
| Filip Gul | 1941 | – | 1967 |

| 63. lätta bombflygdivisionen | 1941-??-?? | – | 1948-??-?? |
| 63. attackflygdivisionen     | 1948-??-?? | – | 1967-05-01 |

| Karlsborgs flygplats (F) | 1941-??-?? | – | 1967-05-01 |

## Galleri

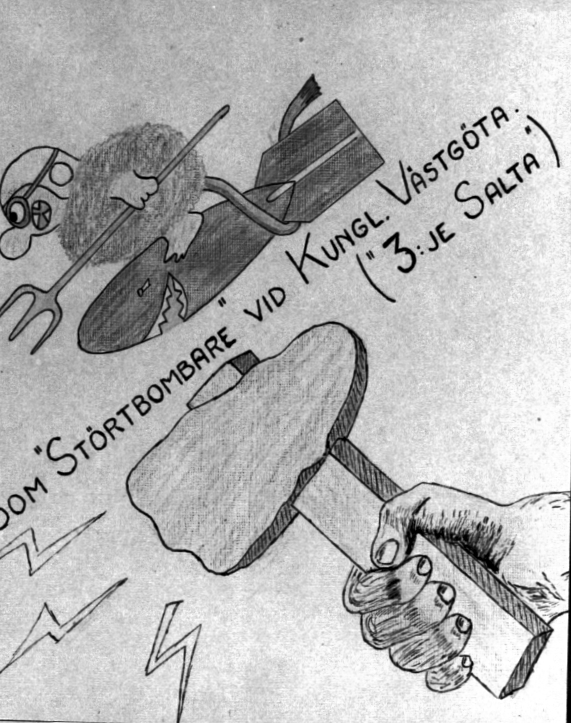
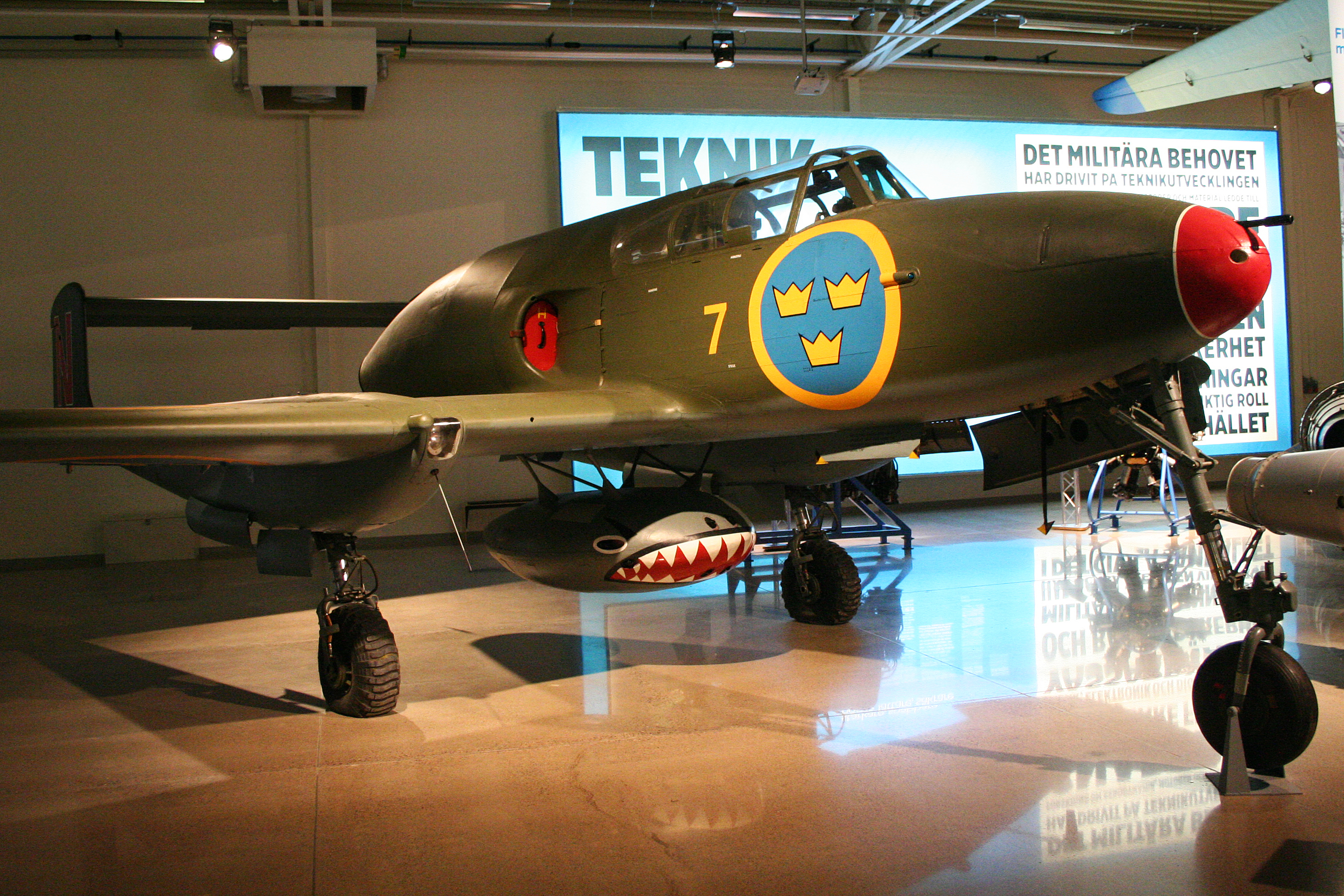
A 21A-3 (1947–1954).
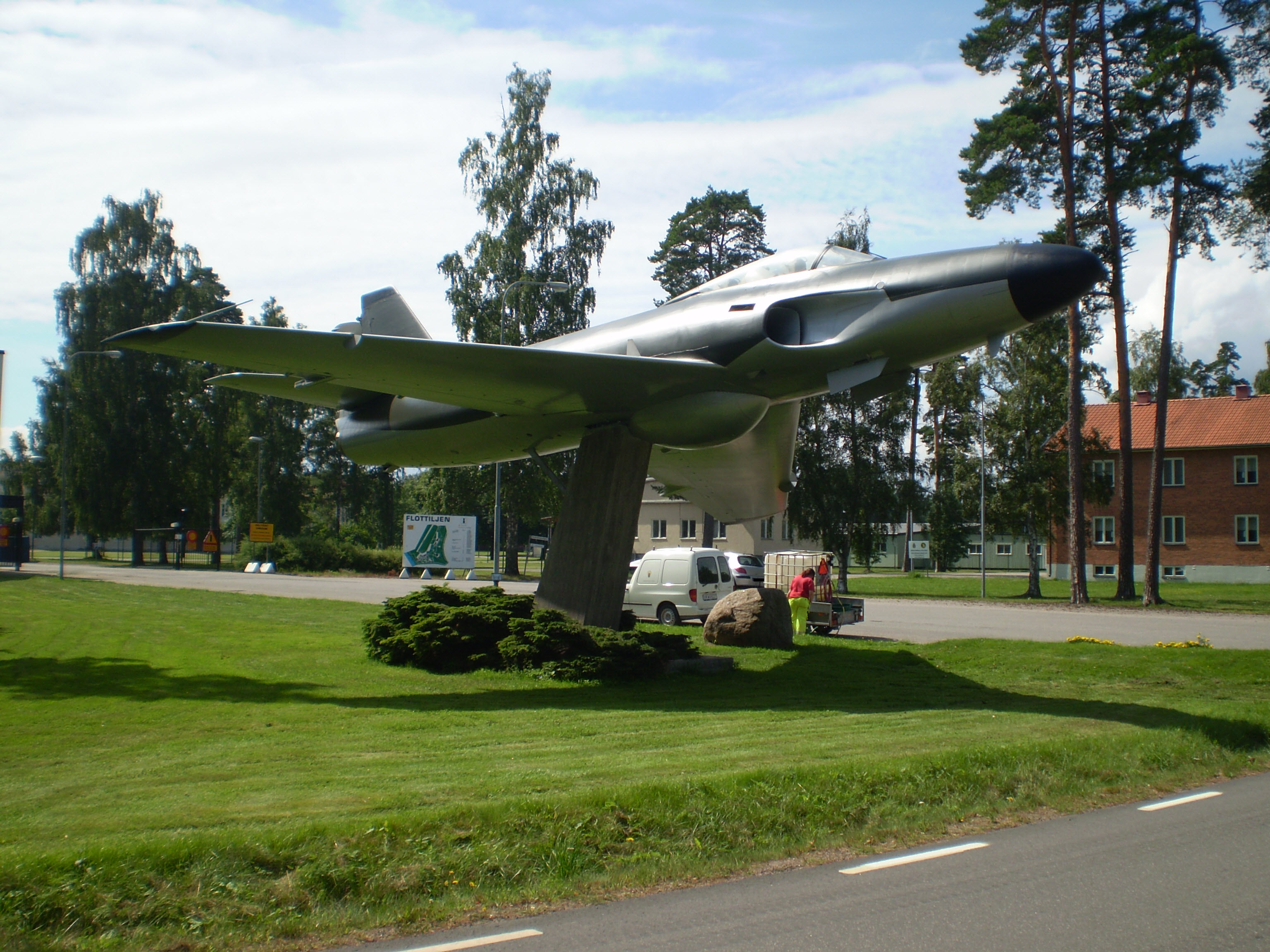
A 32A Lansen (1957–1967).